# Gniadki
Gniadki [pronunciación en polaco: /ˈɡɲatki/] (en alemán: Gniadtken es un pueblo ubicado en el distrito administrativo de Gmina Janowiec Kościelny, dentro del Condado de Nidzica, Voivodato de Varmia y Masuria, en Polonia del norte. Se encuentra  aproximadamente a 4 kilómetros al oeste de Janowiec Kościelny, a 8 kilómetros al sureste de Nidzica, y a 54 kilómetros al sur de la capital regional Olsztyn.